# چوبان‌لو
چوبان‌لو (ارمنی: Չոբանլու) یک منطقهٔ مسکونی سابق در ارمنستان است که در استان سیونیک واقع شده‌بود.  در  کیلومتری جنوب کاپان، مرکز استان سیونیک واقع شده بود.

## خصوصیات
چوبان‌لو  خالی از سکنه است و در ارتفاع  متر بالاتر از سطح دریا قرار گرفته است.